# ASKfm
ASKfm, precedentemente noto come Ask.fm o semplicemente Ask, il cui nome starebbe per "Ask for me", è stato un social network basato su un'interazione "domanda-risposta", lanciato il 16 giugno 2010 da Mark Terebin.
Scopo del sito era quello di scrivere domande sul profilo degli altri membri. Il servizio era basato principalmente sull'anonimato, per cui era possibile scrivere domande in forma anonima sulla bacheca degli altri utenti e seguire gli utenti senza che essi lo sapessero. Per domandare e rispondere era necessario registrarsi al sito.
Il sito, nelle condizioni di utilizzo, stabiliva che gli utenti di ASKfm dovessero avere almeno 13 anni.
ASKfm è stato ufficialmente chiuso il 1º dicembre 2024, in seguito a un annuncio fatto dai suoi amministratori.

## Storia
ASKfm viene ideato in Lettonia come rivale di Formspring nel 2010 e in seguito ha scalato le classifiche fra i siti più ricercati nel web.

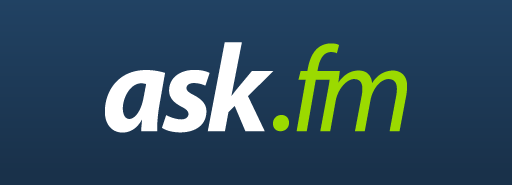
Vecchio logo

Nel 2013 ha più di sessanta milioni di utenti registrati, di cui 13,2 milioni che lo frequentano quotidianamente. È disponibile in 150 lingue.
Nel 2015, secondo Alexa, i paesi con più utenti registrati sul sito sono (in ordine decrescente): Stati Uniti, Russia, Messico, e Giappone.
Nell'agosto 2014, il gruppo IAC/InterActiveCorp, ha annunciato l'acquisto di ASKfm e la sua integrazione con Ask.com, con il dichiarato intento di estirparvi il bullismo. Tutto il vecchio staff di ASKfm non farà parte della nuova struttura.

### Applicazioni per dispositivi mobili
Nel 2013 arriva all'interno dell'App Store l'applicazione ufficiale del sito. L'anno precedente era stata creata l'applicazione Ask FM, scaricabile nel Play Store per i dispositivi Android.
Gli sviluppatori del sito hanno annunciato che sarà elaborata un'applicazione per il sistema operativo Windows Phone, anche se non hanno specificato la data precisa.

## Funzionamento e utilizzo
L'utilizzo del sito consiste nel porre e rispondere a domande personali che gli utenti si scambiano fra loro.
Solo agli utenti iscritti ad ASKfm è concesso porre domande sulle bacheche altrui. Le domande non possono superare, in qualsiasi caso, i 300 caratteri.
Ci si può iscrivere utilizzando i propri dati di Facebook, VKontakte o Twitter.
Quando si risponde a una domanda, la risposta diventa visibile sulla bacheca del proprio profilo e gli altri utenti hanno la possibilità di cliccare «mi piace» se la condividono.

## Controversie
A metà del 2013 vari quotidiani internazionali hanno posto l'attenzione sul problema del cyberbullismo all'interno del sito.
Tale fenomeno è accentuato dal fatto che le domande poste sui profili degli altri utenti si presentano quasi sempre in forma anonima; dunque per chi utilizza il sito non è possibile risalire all'identità di chi pone tali domande.
Il sito ha risposto alle accuse affermando che esso possiede una «funzione di reporting». Inoltre, esiste un «numero di moderatori per combattere il bullismo». Tuttavia, non risultano casi in cui i commenti (contenenti insulti o minacce di morte) siano stati cancellati, anche per le minacce esplicite.

### Il caso «Hannah Smith»
Dopo il suicidio di Hannah Smith, quattordicenne del Leicestershire, avvenuto il 2 agosto 2013 a causa di insulti e inviti all'autolesionismo scritti sul suo profilo di Ask.fm, il premier David Cameron ha chiesto di boicottare il sito, definendolo «pieno di odio».
In un primo momento i dirigenti di Ask.fm dichiararono che alcuni dei messaggi pieni di insulti erano stati inviati dalla ragazzina a se stessa. In seguito affermarono di voler collaborare con gli investigatori che cercano di individuare i responsabili di insulti e offese a danno della ragazzina e promisero di fornire alle autorità i nomi dei cyberbulli.
La sorella di Hannah, Joanne, criticò pesantemente il sito, affermando inoltre che «Ask.fm crea dipendenza, è difficile da spiegare». Il padre di Hannah, Dave, ha accusato i creatori di Ask.fm di omicidio colposo, chiedendosi: «Quanti teenager si devono uccidere a causa degli abusi online prima che si faccia qualcosa?».

### Altre controversie relative ad adolescenti
- Altri suicidi di adolescenti sono stati collegati all'utilizzo di Ask.fm,[37] tra cui quello di Clara Puglsey,[5] quello di Erin Gallagher, tredicenne che si impiccò nell'ottobre 2012[38], e quello di Jessica Laney, sedicenne che si suicidò nello stesso modo alla fine del 2012.[39] La madre di Gallagher ha richiesto la chiusura del sito.[38]
- Il sito ebbe un ruolo determinante per la diffusione di «rivelazioni, scandali sessuali e retroscena» riguardanti un liceo dell'Ohio, attraverso un account anonimo, nell'agosto 2013.[40]
- Nel settembre 2013, a Lakeland, la dodicenne Rebecca Ann Sedwick si uccise per via degli insulti ricevuti tramite Ask.fm e altri siti (tra cui Instagram e Kik Messenger).[41]
- Nello stesso mese una rissa di adolescenti tra i 14 e i 16 anni venne organizzata su Ask.fm, nella città di Bologna, nella zona giardini Margherita.[42][43]
- Nel febbraio 2014 una quattordicenne di Padova si uccise a seguito degli inviti al suicidio che le venivano inviati su Ask.fm dai suoi coetanei in maniera anonima.[44][45]
- Nell'aprile 2014 una quattordicenne di Venaria Reale (TO) si buttò dal sesto piano del suo palazzo dopo aver ricevuto insulti su Ask.fm sul suo aspetto fisico.[46]

### Reclutamento di giovani da parte dell'ISIS
In un articolo apparso sul Washington Post viene spiegato come la piattaforma venga utilizzata dall'ISIS al fine di reclutare giovani per andare a combattere in Siria a fianco dei jihādisti.

## Opinioni
Sulla stessa linea è intervenuto su Repubblica lo scrittore Gabriele Romagnoli, affermando:
Secondo Sameer Hinduja, professore di criminologia alla Florida Atlantic University: